# Pariauccro
Pariauccro o Pariaucro (posiblemente del quechua parya rojizo, cobre o gorrión, ukru agujero, hoyo, hueco) es un macizo de la cordillera de Huayhuash en los Andes de Perú. Esta montaña tiene dos cumbres (Pariauccro Grande y Pariauccro Chico), la más alta alcanza una altitud de 5.572 m. Se encuentra en la Región Lima, provincia de Cajatambo, distrito de Cajatambo. Pariauccro se encuentra en una subcordillera al oeste de la cordillera principal, al norte de Mitopunta y al noreste de Huacshash.